# Pieve Santo Stefano
Pieve Santo Stefano es un municipio en la Provincia de Arezzo en la región italiana de Toscana, localizada a 70 kilómetros al este de Florencia y 25 kilómetros al norte de Arezzo. Al 31 de diciembre de 2004 tenía 3.299 habitantes en una área de 155km².
Limita con los siguientes municipios: Anghiari, Badia Tebalda, Caprese Michelangelo, Chiusi della Verna, Sansepolcro y Verghereto.

## Evolución demográfica
| Gráfica de evolución demográfica de Pieve Santo Stefano entre 1861 y 2001 |
|                                                                           |
| Fuente ISTAT - elaboración gráfica de Wikipedia                           |